# Mi ex me tiene ganas
Mi ex me tiene ganas, est une telenovela vénézuélienne diffusée en 2012 par Venevisión et écrit par Martín Hahn. Du lundi au vendredi à 21 h.

## Distribution
- Daniela Alvarado : Pilar La Roca
- Luciano D'Alessandro : Alonso Prada
- Norkys Batista : Miranda Atenas
- Guillermo García : Cornelio Mena
- Winston Vallenilla : Espartaco Sansegundo
- Carlos Montilla : Kevin Miller
- Lilibeth Morillo : Soledad linares
- Hilda Abrahamz : Lucrecia Miller
- Jonathan Montenegro : Pablo Naranjo
- Eileen Abad : Karen Miller
- Carolina Perpetuo : Antonia Paris
- Susej Vera : Eleli Skott
- Miguel Ferrari : Jaime cordero
- Caridad Canelón : Felipa Franco
- Amanda Gutiérrez : Dolores De La Roca
- Gustavo Rodríguez : Valentin La Roca
- Crisol Carabal : Amanda Atenas
- Rolando Padilla : Manolo Aguilar
- Mariaca Semprún : Talia Flores
- Sheryl Rubio : Sthefanie Miller
- Kerly Ruíz : Kristel Manzano
- César Flores : Toti
- Hosward Hernández : Albeter Skott
- Oswaldo Salazar : Ignacio Miller
- Gabriel López : Germán Zorrilla

## Diffusion internationale
| Pays      | Chaîne     | Titre                | Série première | Horaire hebdomadaire | Timeslot |
| --------- | ---------- | -------------------- | -------------- | -------------------- | -------- |
| Venezuela | Venevisión | Mi ex me tiene ganas | 16 mai 2012    | Lundi au Samedi      | 21:00    |